# Miseria e nobiltà (film 1940)
Miseria e nobiltà è un film del 1940 diretto da Corrado D'Errico. 
È basato sull'omonima commedia del 1887, scritta da Eduardo Scarpetta, e ambientato a Napoli nello stesso anno.
Il film è stato girato negli stabilimenti cinematografici della Scalera di Roma.

## Trama
Il marchesino Eugenio di Casador è innamorato della ballerina Gemma, figlia di don Gaetano Semmolone, un ex cuoco arricchito che vive una bella villa di Posillipo. Per ottenere la sua mano deve però dimostrare a don Gaetano di avere il consenso della sua famiglia al matrimonio.
Vista l'opposizione del padre, il marchese di Casador, Eugenio si rivolge a don Pasquale (interpretato dallo stesso Scarpetta) e al suo compare don Felice, che vivono con le rispettive compagne ed i figli nella più completa indigenza.
Con la speranza di guadagnare qualche soldo e di mangiare qualche pasto, le due famiglie di disperati sono ben pronte ad aiutarlo.
Si travestono dunque da parenti del giovane marchesino e si presentano a casa di don Gaetano.
Don Pasquale e donna Concetta si spacciano per i genitori di Eugenio, Pupella assume il ruolo di sua sorella Beatrice, mentre don Felice impersona lo zio, il principe di Casador.
Il trucco verrà smascherato da un altro nobile, il barone Favetti, anche lui innamorato di Gemma e che conosce personalmente i Casador. nonché dall'arrivo della compagna di Felice che  -lasciata a casa - si presenta nella villa di Don Gaetano vestendo i panni della principessa di Casador gravemente ammalata.
Nel momento del trambusto e tra le ire di Don Gaetano, però, arriva una lettera di Beatrice di Casador che comunica al fratello Eugenio di aver finalmente ottenuto il consenso dei parenti per il matrimonio con Gemma. Don Gaetano scoprirà anche che suo figlio Luigino si è appena fidanzato con Pupella. 